# Юний Тибериан
Ю́ний Тибериа́н (лат. Iunius Tiberianus) — римский политик и сенатор начала IV века.
Его отцом был двукратный консул Гай Юний Тибериан, а братом Публилий Оптатиан. Тибериан был проконсулом Азии между 293 и 303 годом. В 303—304 годах он занимал должность префекта Рима.
В одной из надписей Тибериан называется одиннадцатым среди сенаторов, внесших 600 000 сестерциев для постройки здания, что говорит о его богатстве